# Krisztián Berki
Krisztián Berki (ur. 18 marca 1985 w Budapeszcie) – węgierski gimnastyk, mistrz olimpijski, mistrz świata, pięciokrotny mistrz Europy.

## Osiągnięcia
| Rok  | Zawody               | Miasto    | Miejsce | Konkurencja                 | Punktacja |
| ---- | -------------------- | --------- | ------- | --------------------------- | --------- |
| 2004 | Mistrzostwa Europy   | Lublana   | 3       | Ćwiczenia na koniu z łękami | 9.700     |
| 2005 | Mistrzostwa Europy   | Debreczyn | 1       | Ćwiczenia na koniu z łękami | 9.775     |
| 2007 | Mistrzostwa Europy   | Amsterdam | 1       | Ćwiczenia na koniu z łękami | 15.800    |
| 2007 | Mistrzostwa świata   | Stuttgart | 2       | Ćwiczenia na koniu z łękami | 15.700    |
| 2008 | Mistrzostwa Europy   | Lozanna   | 1       | Ćwiczenia na koniu z łękami | 16.025    |
| 2009 | Mistrzostwa Europy   | Mediolan  | 1       | Ćwiczenia na koniu z łękami | 15.600    |
| 2009 | Mistrzostwa świata   | Londyn    | 2       | Ćwiczenia na koniu z łękami | 16.075    |
| 2010 | Mistrzostwa świata   | Rotterdam | 1       | Ćwiczenia na koniu z łękami | 15.833    |
| 2011 | Mistrzostwa Europy   | Berlin    | 1       | Ćwiczenia na koniu z łękami | 15.625    |
| 2012 | Igrzyska olimpijskie | Londyn    | 1       | Ćwiczenia na koniu z łękami | 16.066    |